# Мельничная (Слободо-Туринский район)
Мельничная — деревня в Слободо-Туринском районе Свердловской области России, входит в состав муниципального образования «Усть-Ницинское сельское поселение». 

## Географическое положение
Деревня Мельничная муниципального образования Слободо-Туринского района Свердловской области расположена в 37 километрах (по автотрассе — в 44 километрах) к юго-востоку от села Туринская Слобода, на правом берегу реки Липка (правый приток реки Тура).

## История деревни
Деревня входит в состав муниципального образования «Усть-Ницинское сельское поселение».

## Население
| 2002 | 2010 | 2021 |
| ---- | ---- | ---- |
| 14   | ↘7   | ↗9   |